# Tu ne m'as pas laissé le temps
Singles de David Hallyday
Pour toi
(1999) Ange étrange
(2000)
Tu ne m'as pas laissé le temps est une chanson du chanteur français David Hallyday extraite de son album Un paradis / un enfer en 1999. La chanson est coécrite par Lionel Florence et David Hallyday. La chanson se classe pendant 1 semaine à la première place des ventes de singles en France en 1999 et 1 semaine à la 2e place des ventes de single en Belgique francophone en 1999. Le single s'écoule à plus d'un million d'exemplaires et remporte le prix de la chanson populaire de l'année de la SACEM.

## Sujet
La chanson est un hommage au grand-père bulgare de David Hallyday, Georges Vartan (le père de Sylvie Vartan) décédé en 1970 alors que David n'avait que 4 ans,.

## Classement par pays
| Classement (1999)                       | Meilleure position |
| --------------------------------------- | ------------------ |
| Belgique (Wallonie Ultratop 50 Singles) | 2                  |
| France (SNEP)                           | 1                  |

## Certification
| Région                                                                                                 | Certification | Ventes/Streams |
| --- | ------------- | -------------- |
| France (SNEP)                                                                                          | Diamant       |                |
| *Ventes selon la certification ^Mise en rayon selon la certification xNon précisé par la certification |               |                |